# Leganés (Gerichtsbezirk)
Der Gerichtsbezirk Leganés ist einer der 21 Gerichtsbezirke in der autonomen Gemeinschaft Madrid.
Der Bezirk umfasst die Gemeinde Leganés auf einer Fläche von 43,09 km² mit dem Hauptquartier in Leganés.